# Grand Prix Formule 1 van de Verenigde Staten 1978
De Grand Prix Formule 1 van de Verenigde Staten 1978 werd gehouden op 1 oktober 1978 op Watkins Glen International.

## Uitslag
| Positie | Nummer | Rijder                | Team               | Ronden | Tijd/Opgave     | Startplaats | Punten |
| ------- | ------ | --------------------- | ------------------ | ------ | --------------- | ----------- | ------ |
| 1       | 11     | Carlos Reutemann      | Ferrari            | 59     | 1:40:48.800     | 2           | 9      |
| 2       | 27     | Alan Jones            | Williams-Ford      | 59     | +19,739 s       | 3           | 6      |
| 3       | 20     | Jody Scheckter        | Wolf-Ford          | 59     | +45,701 s       | 11          | 4      |
| 4       | 15     | Jean-Pierre Jabouille | Renault            | 59     | +1:25.007       | 9           | 3      |
| 5       | 14     | Emerson Fittipaldi    | Fittipaldi-Ford    | 59     | +1:28.089       | 13          | 2      |
| 6       | 8      | Patrick Tambay        | McLaren-Ford       | 59     | +1:50.210       | 18          | 1      |
| 7       | 7      | James Hunt            | McLaren-Ford       | 58     | +1 Ronde        | 6           |        |
| 8       | 22     | Derek Daly            | Ensign-Ford        | 58     | +1 Ronde        | 19          |        |
| 9       | 31     | René Arnoux           | Martini-Ford       | 58     | +1 Ronde        | 21          |        |
| 10      | 3      | Didier Pironi         | Tyrrell-Ford       | 58     | +1 Ronde        | 16          |        |
| 11      | 26     | Jacques Laffite       | Ligier-Matra       | 58     | +1 Ronde        | 10          |        |
| 12      | 21     | Bobby Rahal           | Wolf-Ford          | 58     | +1 Ronde        | 20          |        |
| 13      | 23     | Brett Lunger          | Ensign-Ford        | 58     | +1 Ronde        | 24          |        |
| 14      | 17     | Clay Regazzoni        | Shadow-Ford        | 56     | +3 Rondes       | 17          |        |
| 15      | 55     | Jean-Pierre Jarier    | Lotus-Ford         | 55     | Geen benzine    | 8           |        |
| 16      | 36     | Rolf Stommelen        | Arrows-Ford        | 54     | +5 Rondes       | 22          |        |
| NF      | 37     | Arturo Merzario       | Merzario-Ford      | 46     | Versnellingsbak | 26          |        |
| NF      | 9      | Michael Bleekemolen   | ATS-Ford           | 43     | Olielek         | 25          |        |
| NF      | 1      | Niki Lauda            | Brabham-Alfa Romeo | 28     | Motor           | 5           |        |
| NF      | 5      | Mario Andretti        | Lotus-Ford         | 27     | Motor           | 1           |        |
| NF      | 2      | John Watson           | Brabham-Alfa Romeo | 25     | Motor           | 7           |        |
| NF      | 4      | Patrick Depailler     | Tyrrell-Ford       | 23     | Wiel            | 12          |        |
| NF      | 12     | Gilles Villeneuve     | Ferrari            | 22     | Motor           | 4           |        |
| NF      | 10     | Keke Rosberg          | ATS-Ford           | 21     | Transmissie     | 15          |        |
| NF      | 16     | Hans-Joachim Stuck    | Shadow-Ford        | 1      | Benzinesysteem  | 14          |        |
| NF      | 25     | Héctor Rebaque        | Lotus-Ford         | 0      | Koppeling       | 23          |        |
| NQ      | 19     | Beppe Gabbiani        | Surtees-Ford       |        |                 |             |        |

## Wetenswaardigheden
- Als gevolg van de crash van Ronnie Peterson in de Grand Prix van Italië vertrok er achter in het veld een medische wagen, die in geval van nood onmiddellijk medische assistentie kon verlenen.

## Statistieken
| Pole-position | Mario Andretti     | Lotus-Ford | 1:38.114 |
| Snelste ronde | Jean-Pierre Jarier | Lotus-Ford | 1:39.557 |

## Noot
- Dit was het debuut van de Italiaanse coureur Beppe Gabbiani en de Amerikaanse coureur Bobby Rahal.

Grand Prix Formule 1 van de Verenigde Staten: 1908 · 1910 · 1911 · 1912 · 1914 · 1915 · 1916 · 1959 · 1960 · 1961 · 1962 · 1963 · 1964 · 1965 · 1966 · 1967 · 1968 · 1969 · 1970 · 1971 · 1972 · 1973 · 1974 · 1975 · 1976 · 1977 · 1978 · 1979 · 1980 · 1989 · 1990 · 1991 · 2000 · 2001 · 2002 · 2003 · 2004 · 2005 · 2006 · 2007 · 2012 · 2013 · 2014 · 2015 · 2016 · 2017 · 2018 · 2019 · 2021 · 2022 · 2023 · 2024 · 2025 · 2026

Indianapolis 500: 1950 · 1951 · 1952 · 1953 · 1954 · 1955 · 1956 · 1957 · 1958 · 1959 · 1960

Grand Prix Formule 1 van de Verenigde Staten West: 1976 · 1977 · 1978 · 1979 · 1980 · 1981 · 1982 · 1983

Grand Prix Formule 1 van Las Vegas: 1981 · 1982 · 2023 · 2024 · 2025

Grand Prix Formule 1 van de Verenigde Staten Oost: 1982 · 1983 · 1984 · 1985 · 1986 · 1987 · 1988

Grand Prix Formule 1 van Dallas: 1984

Grand Prix Formule 1 van Miami: 2022 · 2023 · 2024 · 2025 · 2026 · 2027 · 2028 · 2029 · 2030 · 2031